# Ян Вільчек
Ян Вільчек (д/н — після 1744) — львівський міщанин, райця, війт, бурмистр міста.

## Життєпис
Походив зі львівського патриціанського роду Вільчеків. Ймовірно був далеким нащадком Яна Вільчека, старшого сина Станіслава Вілчека, першого бурмистра у своєму роду. Здобув освіту правника. Перша письмова згадка сягає 1712 року, коли безплатно отримав львівське громадянство як син спадкового райця. У 1719 році призначається адковатом магістрату. Згодом стає райцею.
У 1729 році вперше стає бурмистром королівським. У 1733 році обіймав посаду бурмистра (якого саме — невідомо). У 1735 році обирається війтом Львова. Того ж року здобув посаду бурмистра королівського. В цьому статусі від імені магістрату Львова урочисто вітав Людвига Груно Гессен-Гомбурзького, очільника російських військ в Речі Посполитій, що прийшли на допомогу Августу III Веттіну.
З 1739 року активно діяв у раєцькій раді. Разом з іншими патриціанськими родинами, що контролювали раєцьку раду та інші органи магістрату, порушував права й інтереси міщан на свою користь. Це викликало соціальне збурення. Втім зберігав у місті вплив. У 1741 році вдруге стає війтом, а у 1744—1745 роках обирається бурмистром. Подальша доля невідома.